# 紫熊倶楽部
紫熊倶楽部（しぐまくらぶ）は、有限会社オフィス・ウエンブリーが発行している、Jリーグ・サンフレッチェ広島の公式マガジン（雑誌）である。2000年に創刊。発行人兼編集人は中野和也。

## 概要
広島県内の書店のほか、オフィシャルネットショップ、東京にある広島県のアンテナショップ「ひろしまブランドショップtau」にて購入出来る。
定期購読も可能である。
さらに紫熊倶楽部の増刊号として、季刊誌である「サンフレッチェ広島アシストマガジンAssist」も発行している。こちらはサンフレッチェクラブ会員には無料配布される。こちらの発行者はアドプレックス株式会社・TJ Hirosima編集室。

## 内容

### 紫熊倶楽部
- 選手インタビュー
- ドキュメント
- マッチレポート
- READER'S AREA クラブからのお知らせ 読者からのお便り
- サンフレッチェを支える人々（中野和也）
- 掛本智子のFACE TO FACE
- シグマカレンダー
- 紫熊短信
- サンフレッチェレディース

### Assist
- 特集
- インタビュー「あの頃、僕は」
- サポーター突撃取材!
- 俺の行きつけ
- つれづれメール日記
- 私服ファッションスナップ
- 一問一答
- 盛田ラーメン道（盛田剛平、波田健一・気象予報士）